# Martin (Syria)
Martin (arab. مرتين) – miejscowość w Syrii, w muhafazie Idlib. W 2004 roku liczyła 1356 mieszkańców.